# Asura cylletona
Asura cylletona là một loài bướm đêm thuộc phân họ Arctiinae, họ Erebidae.